# Castel del Rio
Castel del Rio là một đô thị ở tỉnh Bologna vùng Emilia-Romagna của Ý, có vị trí khoảng 35 km về phía tây nam của Bologna. Tại thời điểm ngày 31 tháng 12 năm 2004, đô thị này có dân số 1.256 người và diện tích là 52,6 km².
Castel del Rio giáp các đô thị sau: Casalfiumanese, Casola Valsenio, Firenzuola, Fontanelice, Monterenzio, Palazzuolo sul Senio.